# Čuvari galaksije

Čuvari galaksije (eng. Guardians of the Galaxy) je američki film iz 2014. godine koji je režirao i napisao James Gunn.
Producirao ga je Marvel Studios i distribuirao Walt Disney Studios Motion Pictures. U pitanju je deseti film u Marvel Cinematic Universeu. Prema istoimenim likovima Marvel Comicsa, film su napisali Gunn i Nicole Perlman, a u njemu glume Chris Pratt, Zoe Saldana, Dave Bautista, Vin Diesel, Bradley Cooper, Lee Pace, Michael Rooker, Karen Gillan, Djimon Hounsou, John C. Reilly, Glenn Close i Benicio del Toro. Film je najavljen na Comic-Conu 2012. u San Diegu.

## Radnja
Godine 1988., ubrzo nakon majčine smrti, malog Petera Quilla otela je skupina svemirskih gusara pod nazivom "Ravagers", predvođeni Yonduom Udontom. Dvadeset i šest godina kasnije, na planeti Morag, Quill krade sferu, "Orb", ali ga sprječava Korath, saveznik ekstremista Kree Ronana tužitelja. Quill uspijeva poraziti Koratha i pobjeći iz Moraga sa sferom, ali Yondu, nakon što je saznao za krađu i zainteresirao se za Orb, stavlja mu ucjenun na glavu, dok Ronan šalje smrtonosnu ubojicu Gamoru po sferu. Quill putuje u Xandar, glavni grad carstva Nova, kako bi prodao sferu Brokeru, ali on, nakon što je saznao za Ronanovo zanimanje za artefakt, odlučuje obustaviti pregovore. Ubrzo nakon toga, Gamora ga zaskoči i ukrade Orb, pa ju Quill počne slijediti. Tijekom oduševljenja interveniraju dva lovca na ucjene: genetski modificirani rakun, Rocket Raccoon i Groot, humanoidno drvo. Gamora je porazila obojicu, ali ju je Quill srušio. Nova Corps uhiti četvoricu, koji su odvedeni u Kyln, maksimalni sigurnosni svemirski zatvor. U zatvoru, Gamoru napada Drax, zatvorenik koji se želi osvetiti Ronanu, odgovornom za smrt njegove obitelji. Quill uspijeva uvjeriti Draxa da poštedi Gamorin život, koji otkriva da je izdala Ronana, koji želi uništiti Xandar, a time i milijune nevinih. Nakon što su saznali da Gamora poznaje nekoga koga zanima sfera, petorica se udružuju, uspijevaju pobjeći iz Kylna i zatim pobjeći na "Milano", Quillov svemirski brod.
U međuvremenu, Ronan se sastaje s Gamorinim i Nebulinim posvojiteljem Thanosom kako bi razgovarali o Gamorinoj izdaji. U međuvremenu, "Milan" stiže u Everywhere, udaljenu svemirsku postaju. Skupina se sastaje s kolekcionarom Taneleerom Tivanom. Tivan otvara sferu, otkrivajući unutar "Kamen beskonačnosti", artefakt nemjerljive moći koji samo rijetki mogu držati u rukama bez umiranja. Odjednom Carina, kolekcionarska asistentica, zgrabi dragulj, oslobađajući snažnu eksploziju koja uništava nju i cijelu zgradu. U međuvremenu, Drax, pijan, šalje poruku Ronanu, koji stiže svugdje i porazi ga, dok ostatak skupine pokušava pobjeći Ronanovim vojnicima, predvođenim Nebulom, koji uništava Gamorin šatl, ostavljajući je da umre u svemiru, dok Ronan bježi sa sferom. Quill, koji je lociran od strane Yondua, koji ide spasiti Gamora, dopire do nje i dopušta im da ih uhvati vođa Ravagersa. Quill uspijeva uvjeriti Yondua da mu pomogne vratiti Orb, a zatim šalje poruku Nova Primeu, obavještavajući ih o predstojećem napadu. Na "Dark Asteru", njegovom glavnom brodu, Ronan odlučuje zadržati sferu za sebe, pridružujući je svom ratnom čekiću, i prijeti Thanosu da će ga ubiti odmah nakon što je uništio Xandar. Nebula, puna ogorčenosti prema svom posvojitelju, sklanja Ronana. Dark Asteru napadaju Ravagersi, Nova Corps i Quillova grupa, koji uspijevaju prodrijeti u obranu broda.
Ronan koristi moć Dragulja da uništi flotu Nova Corpsa. Drax ubija Koratha, dok Gamora pobjeđuje Nebulu, koja pada s broda, ali uspijeva pobjeći na svemirskom brodu Ravagers. Skupina je preplavljena Ronanovom snagom, ali Rocket se zabija u Milano u Dark Asteru, koji se potom zabija u grad. Groot se žrtvuje za svoje prijatelje, stvarajući štit oko njih. Ronan izlazi iz ruševina broda, spreman uništiti Xandar, Quill ga ipak uspijeva omesti, dopuštajući Rocketu i Draxu da mu unište čekić. Quill uspijeva ukrasti Dragulj od Accusera i, uz pomoć Gamore, Draxa i Rocketa, uspijeva zadržati svoju moć i koristiti ga za dezintegraciju Ronana. Yondu kasnije traži od Quilla da mu da sferu, ali Quill ga vara, dajući mu lažnu sferu i predajući pravu Nova Corpsu, koji briše sve prethodne zločine Quillove skupine, sada poznate kao Čuvari galaksije. Quill otkriva da je samo napola čovjek, budući da je njegov otac dio drevne i nepoznate rase. Čuvari odlaze na Brod Milano, obnovljen od strane Xandariansa, zajedno sa staklenkom koja sadrži malo Groota, ponovno rođenog iz grančice.
U sceni nakon odjavne špice, Collector je u svojoj bazi, potpuno uništen, zajedno s dva svoja kolekcionarska predmeta: kozmonautskim psom i patkom koja govori.

## Glumci

### Glavni
- Chris Pratt kao Peter Jason Quill / Star-Lord: polu-ljudski, polu-vanzemaljski vođa Čuvara, otet iz Missourija kao dijete 1988. od strane "smeriskih pirata"
  - Wyatt Oleff  igra Quilla kao dijete. Postoji posebna emocionalna veza između njega i Gamore.
- Zoe Saldana kao Gamora: izvanzemaljsko siroče koje traži iskupljenje od svojih prošlih zločina, Thanos ju je odgojio da bude smrtonosni ubojica.
- Dave Bautista kao Drax the Destroyer: ratnik čiju je obitelj brutalno ubio Ronan. Pridružuje se grupi u potrazi za osvetom. Teško tumači riječi drugačije od doslovnog.
- Bradley Cooper kao Rocket Raccoon: genetski modificirani rakun, stručnjak za uporabu oružja i ratne taktike.
- Vin Diesel kao Groot: humanoidni suučesnik Rocket Raccoona. Diesel je Grootu dao glas na nekoliko međunarodnih verzija filma.
- Lee Pace kao Ronan the Accuser: Kree ekstremist koji se dogovorio s Thanosom da eliminira planet Xandar. On traži Čuvare, koji su se umiješali u njegove zle planove.
- Michael Rooker kao Yondu Udonta: vođa Ravagera i, unatoč njihovim burnim odnosima, očinska figura za Star-Lorda.
- Karen Gillan kao Nebula: posvojena kći Thanosa, odrasla zajedno s Gamorom. Ona je Ronanov poručnica i odana Thanosu.
- Djimon Hounsou kao Korath: Ronanov saveznik i lovac na ucjene.
- John C. Reilly kao Rhomann Dey: pripadnik Novog Corpsa, Xandarove vojne snage.
- 'Glenn Close kao Nova Prime Irani Rael: vođa Nova Corpsa, čija je misija zaštititi Xandar.
- Benicio del Toro kao Taneleer Tivan / Collector: strastveni i opsesivni sakupljač artefakata i svemirske faune. Njegova baza je svemirska stanica Knowhere, izgrađena unutar glave Celestiala.

### Sporedni
- Josh Brolin igra Thanos kroz snimanje pokreta.
- Sean Gunn kao Kraglin, prvi časnik Yondua.
- Alexis Denisof reprizira ulogu Drugog, Thanosovog glasnogovornika, iz Osvetnika.
- Ofelija Lovibond glumi Carinu Walters, kolekcionarsku asistenticu.
- Peter Serafinowicz kao Denarian Saal, časnik Novog korpusa.
- Gregg Henry glumi Quillovog djeda.
- Laura Haddock glumi Quillovu majku Meredith.
- Christopher Fairbank glumi Brokera.

### Cameo
- Stan Lee kao Xandarian.
- James Gunn kao Sakaaranian.
- Lloyd Kaufman kao zatvorenik.
- Nathan Fillion daje glas jednom od zatvorenika.
- Rob Zombie daje glas jednom od Ravagera.
- Seth Green daje glas u scenama nakon odjavne špice Howard the Ducku.

## Produkcija

### Razvoj
Predsjednik Marvel Studija Kevin Feige prvi je put spomenuo Čuvare galaksije tijekom intervjua na Comic-Conu u San Diegu 2010., navodeći da bi bilo zabavno prenijeti njihove avanture na veliki ekran. Oko lipnja 2012. počele su kružiti glasine da je film dobio zeleno svjetlo i da će se Thanos pojaviti u filmu s obzirom na njegovu veću uključenost u nastavak Osvetnika. Variety je dodao da je scenarij filma spreman, a napisala ga je Nicole Perlman.
Tijekom Comic-Cona 2012. godine, Feige je službeno objavio da je film u razvoju sa zakazanim izdanjem 1. kolovoza 2014. Otkriva formiranje Čuvara, a to su Star-Lord, Drax, Gamora, Rocket i Groot. U rujnu 2012. godine James Gunn, ušao je u pregovore o režiji filma, Joss Whedon, redatelj Osvetnika i supervizor Marvel Cinematic Universea, izjavio je kako je vrlo zadovoljan izborom, navodeći da je film u vrlo dobrim rukama.

### Pretprodukcija
U rujnu 2012. godine Gunn je u objavi na svojoj Facebook stranici potvrdio da se prijavio za režiju filma i pisanje novog scenarija. Do kraja studenog glumci kao što su Joel Edgerton, Jack Huston, Jim Sturgess i Eddie Redmayne bili su na audiciji za ulogu Petera Quilla, ali u veljači 2013. angažiran je Chris Pratt.
U siječnju 2013. snimanje je bilo zakazano u Studiju Shepperton u Londonu, a Marvel Studios je najavio da će film biti objavljen i u 3D-u. Victoria Alonso, izvršna producentica filma, potvrdila je lipanj 2013. kao datum početka snimanja. Također je rekao da će Rocket i Groot biti stvoreni pomoću računalne grafike. U intervjuu za "SFX" u ožujku 2013. godine, Feige je govorio o vezi između filma i ostalih filmova u Marvel Cinematic Universeu, navodeći da film neće biti u velikoj mjeri povezan s drugim filmovima zbog okruženja prostora, potvrđujući da Osvetnici neće imati nikakvu ulogu u filmu. Sredinom ožujka hrvač Dave Bautista potpisao je ulogu Draxa. U travnju se Zoe Saldana pridružila glumačkoj postavi kao Gamora, a nekoliko tjedana kasnije Michael Rooker pridružio se glumačkoj postavi kao Yondu. Također u travnju, Lee Pace je ušao u pregovore za ulogu Ronana. John C. Reilly se prijavio da glumi Rhomanna Deya, opisanog kao agenta koji drži Čuvare u redu i izvještava S.H.I.E.L.D., prenosi im njihove aktivnosti. Nedugo zatim Glenn Close pridružio se glumačkoj postavi kao vođa Nova Corps-a, a Karen Gillan kao Nebula, jedna od antagonistica filma. U lipnju je Benicio del Toro potpisao ugovor s Marvelom o igranju kolekcionara.

### Snimanje
Snimanje je započelo 8. srpnja 2013. u Londonu, a odvijalo se u studijima Longcross Studios i Shepperton Studios. Kasnije tog mjeseca, James Gunn i glumačka postava filma odletjeli su u San Diego kako bi prisustvovali Comic-Conu, gdje su otkrivene uloge raznih glumaca: Lee Pace bio bi Ronan, Gillan Nebula, a Djimon Hounsou pridružio se glumačkoj postavi kao Korath. Feige je na Comic-Conu također objasnio da će Thanos biti dio filma, ali da će glumiti u sjeni, iza kulisa. 11. kolovoza počelo je snimanje na Millennium Bridgeu u Londonu. Istog mjeseca Marvel je najavio da će Bradley Cooper dati glas liku Rocketa, dok je u rujnu Vin Diesel tvrdio da će davati glas liku Groota. Gunn je 11. listopada 2013. na Twitteru napisao da je snimanje završeno.

### Postprodukcija
U studenom 2013. godine Gunn je izjavio da je pokušao koristiti mehaničke efekte što je više moguće na setu kako bi zadovoljio računalnu grafiku i snimanje pokreta. Nakon objavljivanja knjige Thor: The Dark World, Feige je izjavio da će "Infinity Stonesi" igrati središnju ulogu u filmu i da će poslužiti kao poveznica s trećom fazom MCU-a.
U ožujku 2014. održano je dodatno snimanje s glumcima u Walt Disney Studios u Burbanku u Kaliforniji. Gunn je u travnju 2014. opisao Thanosa kao glavni um koji stoji iza događaja u filmu i potvrdio njegovu realizaciju u hvatanju izvedbe, Feige je dodao da je glumac koji će glumiti negativca već pronađen. Gunn je u svibnju 2014. izjavio da u filmu ima mnogo manjih likova iz Marvelovog svemira, dodajući da je to vjerojatno film Marvel Studios s najviše likova ikad.
30. svibnja 2014. objavljeno je da je Josh Brolin dao glas Thanosu. Kasnije je Kevin Feige potvrdio da je Brolin također igrao Thanosa na setu kroz snimanje pokreta. U lipnju 2014. godine Feige je komentirao da su Thanos i njegovi sljedbenici "najveći dio vezivnog tkiva koje će na kraju dovesti do filmova Osvetnika u budućnosti".
James Gunn je 7. srpnja 2014. na Facebooku objavio da je dovršio rad na filmu.

## Glazba
U kolovozu 2013. godine Gunn je na Facebooku napisao da će Tyler Bates skladati glazbu filma. U veljači 2014. redatelj je dodao da će u filmu biti mnogo pjesama sedamdesetih i osamdesetih preuzetih iz Walkmana Petera Quilla kao što je Hooked on a Feeling i da će one biti način da lik ima vezu sa Zemljom i s izgubljenom obitelji.
Batesov soundtrack album objavili su 29. srpnja 2014. godine Hollywood Records i Marvel Music. Još jedan album pod nazivom Guardians of the Galaxy: Awesome Mix Vol. 1 (Original Motion Picture Soundtrack), koji sadrži pjesme sadržane na Walkmanu Petera Quilla, izlazi istog dana, zajedno s deluxe izdanjem koje sadrži oba albuma.

## Promocija
Najava za teaser objavljena je na internetu 18. veljače 2014. Drugi trailer objavljen je 19. svibnja na Marvelovom YouTube kanalu. Osim toga, od 4. srpnja Disney parkovi diljem svijeta (Florida, Kalifornija, Pariz, Tokio i Hong Kong) i "ABC Sound Studios" u Disneyjevom Hollywood Studiju na Floridi prikazali su 20 minuta filma u najavi.

## Distribucija
Film je objavljen u američkim kinima i većem dijelu svijeta od 1. kolovoza 2014., dok je u Hrvatskoj objavljen dan ranije.

## Nastavci

### Filmovi

#### Čuvari galaksije 2
Čuvari galaksije 2 objavljen je 5. svibnja 2017. godine, a ponovno ga je napisao i režirao James Gunn. Pratt, Saldana, Bautista, Diesel, Cooper, Rooker, Gillan i Sean Gunn repriziraju svoje uloge u filmu, a pridružuju im se Pom Klementieff kao Mantis, Elizabeth Debicki kao Ayesha, Chris Sullivan kao Taserface i Kurt Russell kao Quillov otac Ego.

#### Čuvari galaksije 3
U travnju 2017. godine Gunn je najavio da će se vratiti pisanju i razvijanju Čuvara Galaksije 3. Međutim, u srpnju 2018. godine Disney i Marvel prekinuli su veze s Gunnom nakon ponovnog pojavljivanja starih kontroverznih tweetova u kojima se Gunn šalio o temama kao što su silovanje i pedofilija. Proizvodnja je stavljena na čekanje mjesec dana kasnije. U ožujku 2019. godine Disney i Marvel Studios promijenili su smjer i vratili Gunna na mjesto redatelja. Gunn je u studenom 2020. potvrdio da je scenarij završen. Očekuje se da će glavna produkcijsa započeti 2021. godine, nakon što Gunn završi rad na filmu The Suicide Squad (2021) i njegovoj spin-off televizijskoj seriji Peacemaker. 3. dio bit će objavljen 5. svibnja 2023.

### Televizija

#### The Guardians of the Galaxy Holiday Special
U prosincu 2020. godine Feige je objavio da će Disney+ televizijski specijal pod nazivom The Guardians of the Galaxy Holiday Special, koji je napisao i režirao Gunn, biti objavljen 2022. godine.

#### I Am Groot
U prosincu 2020. za Disney+, najavljen je I Am Groot, serija animiranih kratkih filmova fokusiranih na Baby Groota.

## Vanjske poveznice
- Službena stranica
- Čuvari galaksije u internetskoj bazi filmova IMDb-a